# شهرستان اوواتسکی
شهرستان اوواتسکی (به لاتین: Uvatsky District) یک شهرستان در روسیه است که در استان تیومن واقع شده‌است.